# 三合镇 (简阳市)
三合镇，是中华人民共和国四川省资阳市简阳市下辖的一个乡镇级行政单位。

## 行政区划
三合镇下辖以下地区：
斑竹村、大佛村、金明村、塘坝村、民安村、沙河村、石马井村、石岭村、马骡村、利木村、水磨村、靖水村和小型村。